# Accubogammarus algor
Accubogammarus algor is een vlokreeftensoort uit de familie van de Typhlogammaridae. De wetenschappelijke naam van de soort is voor het eerst geldig gepubliceerd in 1973 door G. Karaman.